# Luis Enrique Rojas Ruiz
Luis Enrique Rojas Ruiz (* 31. August 1968 in Mérida) ist ein venezolanischer Geistlicher und römisch-katholischer Bischof von Punto Fijo.

## Leben
Luis Enrique Rojas Ruiz studierte Philosophie und Katholische Theologie am Priesterseminar San Buenaventura in Mérida. Am 15. September 1999 empfing er durch den Erzbischof von Mérida, Baltazar Kardinal Porras, das Sakrament der Priesterweihe für das Erzbistum Mérida. Nach weiterführenden Studien erwarb er an der Päpstlichen Lateranuniversität in Rom ein Lizenziat im Fach Pastoraltheologie und am Päpstlichen Athenaeum Regina Apostolorum einen Master in Psychologie und Counseling. Außerdem belegte er an der Universidad de los Andes in Mérida Kurse in kirchlicher Verwaltung.
Rojas Ruiz war zunächst als Pfarrvikar der Pfarreien Nuestra Señora de Regla in Tovar sowie Santiago Apóstol in Lagunillas und Santa Rita in Pueblo Nuevo del Sur tätig, bevor er Pfarrer der Pfarrei Santo Domingo de Guzmán wurde. Später wirkte er als Pfarradministrator der Pfarrei Nuestra Señora de la Candelaria in Las Piedras und als Ausbilder im Rahmen des theologischen Propädeutikums am Priesterseminar San Buenaventura in Mérida. Anschließend war Rojas Ruiz Pfarrer der Pfarreien Nuestra Señora del Carmen in Canaguá und Nuestra Señora de la Asunción in Mérida. Daneben leitete er den Radiosender Radio Libertad in Canaguá und fungierte als Vize-Assessor für die Ehevorbereitungskurse in der Abteilung für Familienpastoral des Erzbistums Mérida. Danach wurde er Rektor des Heiligtums San Buenaventura in Ejido. Ab 2013 war Rojas Ruiz Pfarrer der Kathedrale von Mérida.
Papst Franziskus ernannte ihn am 19. Juni 2017 zum Titularbischof von Unizibira und zum Weihbischof in Mérida. Der Erzbischof von Mérida, Baltazar Kardinal Porras, spendete ihm am 29. September desselben Jahres in der Kathedrale von Mérida die Bischofsweihe; Mitkonsekratoren waren der Bischof von Barinas, José Luis Azuaje Ayala, und der Bischof von San Fernando de Apure, Alfredo Enrique Torres Rondón. Als Weihbischof leitete Rojas Ruiz zudem ab 2020 die Kommission für die Seligsprechung von José Gregorio Hernández. Ferner gehört er in der Venezolanischen Bischofskonferenz seit 2022 der Kommission für die sozialen Kommunikationsmittel an.
Am 12. Juli 2023 bestellte ihn Papst Franziskus zum Bischof von Punto Fijo. Die Amtseinführung erfolgte am 22. September desselben Jahres statt.